# 國立中正大學
國立中正大學，簡稱中正大學、中正、CCU，創校於1989年，是一所位於臺灣嘉義縣民雄鄉的國立大學，為臺灣綜合大學系統的成員，其設有文、理、社會科學、工、管理、法、教育七學院。

## 象徵

### 校徽
1989年由國立臺灣師範大學蘇茂生教授所設計，設計分為兩部分，中心為「中正」二字圖形，周圍五個鋼筆筆尖代表建校時的文、理、社、工、管五學院，並期望五學院通力合作，能夠達成中正大學兼顧人文社會與科學技術、綜合大學的理想。校徽顯示的整體意義則是自強不息，直到永遠。

### 校訓
「積極創新，修德澤人」
|  | 積極是一種理念，一種心態，也是一種實際作為。凡事從正面想，從光明面立志向，再遵循適當途徑鍥而不捨的完成理想，便是積極的表現。創新是大學研究應該發揮的功能。追求真理，發現或發明新事物，都是創新的表現。修德包括接受傳統美德，遵守現代文化規範，並具備前瞻價值觀念。積極導致奮發有成，創新導致動態進步，修德導致品德高尚─而這一切不全為個人，而是為了人類社會的和諧、幸福與進步。本校校訓最後的澤人即寓有此意。 （節錄自1992年1月18日首屆研究生畢業典禮林清江校長講詞） |

### 學術自由碑

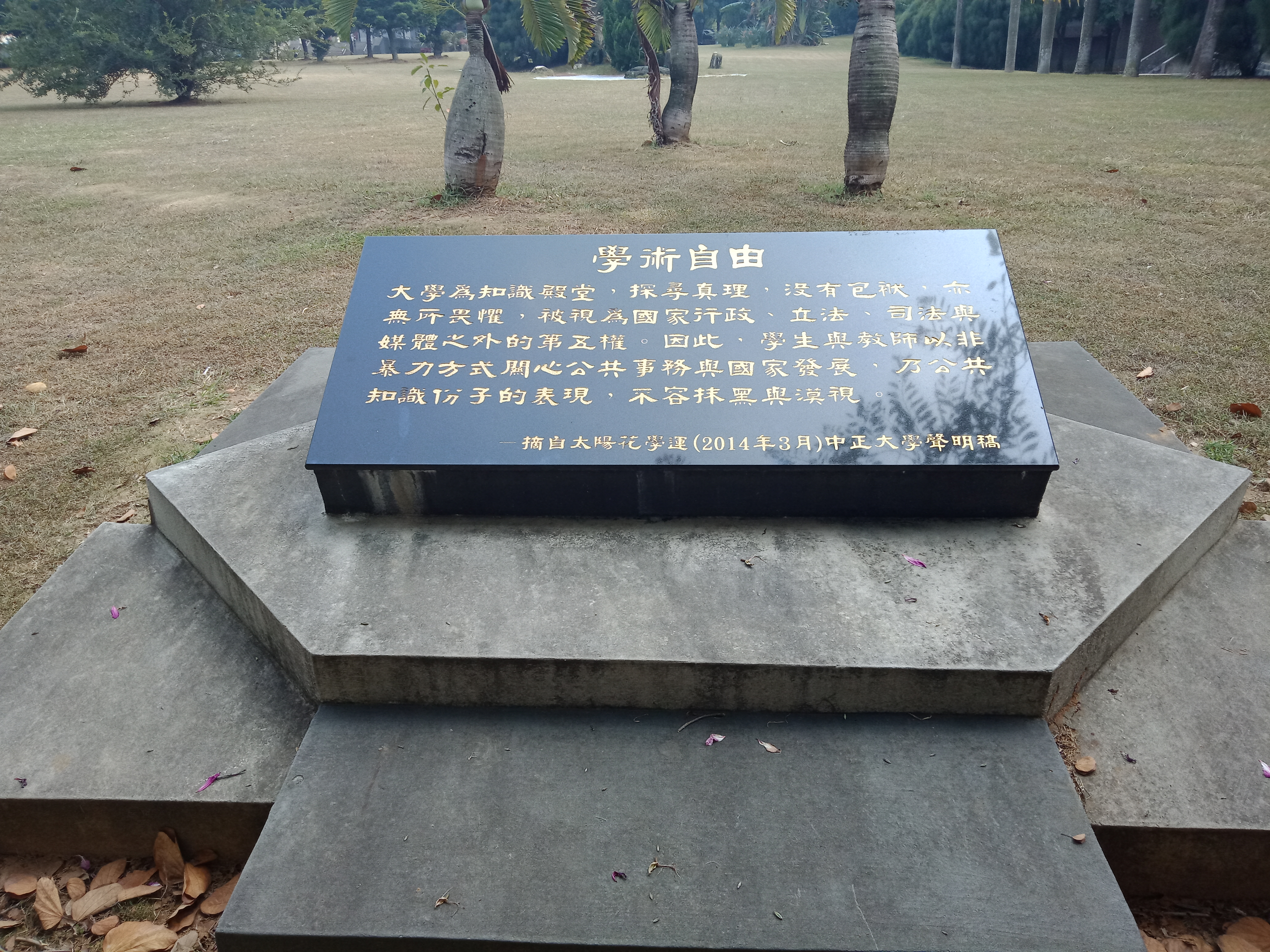
學術自由碑（攝於2018年）

2014年7月1日適逢創校25周年紀念日，為了向外界宣傳中正校方堅持學術自由的理念與太陽花學運的精神，故於校內社會科學院草皮設立「學術自由碑」，希藉此提醒知識份子對社會改革應盡的責任，即使是抗爭也在所不惜。其碑文如下：
|  | 大學為知識殿堂，探尋真理，沒有包袱，亦無所畏懼，被視為國家行政、立法、司法與媒體之外的第五權。因此，學生與教師以非暴力方式關心公共事務與國家發展，乃公共知識份子的表現，不容抹黑與漠視。 |

內容摘自2014年3月24日「太陽花學運」期間中正大學聲明稿，強調校方支持學生參與太陽花學運，社科院草皮為學運期間學校教師們舉辦「民主講堂」向學生宣傳太陽花精神的地點。聲明稿全文現存於國立中正大學校史館。

## 歷史
- 1986年：政府宣布籌建國立中正大學。起因於當時南臺灣缺乏大學，自台中市中興大學南下後直至台南市才有成功大學，政府順應民意在雲嘉南地區新設大學。時逢已故蔣中正前總統百年誕辰，行政院會建議將此新大學命名為中正大學。[8]
- 1987年：2月成立籌備委員會，由副總統李登輝擔任召集人，擇定嘉義縣民雄鄉為校地，聘請林清江博士任籌備處主任，進行各項籌建工作。12月成立籌備處。
- 1989年：7月1日正式創立中正大學。8月1日借用嘉義師範學院（現為嘉義大學）民雄校區作為初期校區。10月18日召開第一次校務會議，通過校徽、校歌及教師評審委員會組織章程。10月31日第一屆校慶。
- 1991年：10月30日校區正式啟用典禮暨第三屆校慶。
- 1992年：1月18日首屆研究生畢業典禮。10月9日首屆大學部新生開學典禮。10月30日第四屆校慶及運動會等校慶系列活動。
- 1997年：4月26-30日舉辦第28屆全國大專院校運動會。
- 1998年：10月29日體育館啟用典禮。
- 2005年：4月29日-5月3日舉辦第34屆全國大專院校運動會。11月落選邁向頂尖大學計畫，全校師生憤慨，教務長率領師生北上前往教育部抗議，並手持「頂尖大學，該有中正」[9]的布條，12月時主任秘書陳孝平至教育部前絕食抗議[10]。
- 2006年：入選教育部獎勵大學教學卓越計畫。
- 2009年：獲選為志工大學及教育部綠色大學示範學校[11]。
- 2010年：臺灣T3大學聯盟批准國立中正大學加入，因此更名為臺灣T4大學聯盟[12]。
- 2011年：教育部核定成立臺灣綜合大學系統。
- 2012年：2月23日位於嘉義市的清江推廣教育大樓啟用。
- 2014年：2月21日運動故事館啟用[13]。3月24日中正校方發佈聲明稿，強調支持校內學生參與太陽花學運。7月1日中正大學學術自由碑揭碑。9月頒贈前總統李登輝名譽博士學位。
- 2017年：9月與悠遊卡公司合作，結合學生證和悠遊卡，成為全台第一個「無現金大學城」的模範試點[14]。
- 2019年：4月27日－5月1日舉辦第49屆全國大專院校運動會。
- 2021年：3月17日，科學教育中心成立[15]。
- 2022年：10月簽署「校產捐贈認同書」協議接收協志工商校地，2025年1月原協議作廢。[16]

## 歷任校長
| 任別 | 姓名   | 任期                           |
| ---- | ------ | ------------------------------ |
| 1    | 林清江 | 1989年7月1日－1996年9月20日    |
| 代理 | 張真誠 | 1996年9月2日－1997年10月21日   |
| 2    | 鄭國順 | 1997年10月21日－2000年10月20日 |
| 3    | 羅仁權 | 2001年5月31日－2007年5月30日   |
| 代理 | 柳金章 | 2007年5月31－2008年1月31日     |
| 4    | 吳志揚 | 2008年2月1日－2016年1月31日    |
| 5    | 馮展華 | 2016年2月1日－2024年1月31日    |
| 6    | 蔡少正 | 2024年2月1日-現在              |

## 校園生活
學生會為校內一級自治組織，為校內學生自治組織最高代表，其餘例如畢聯會、系學會等，非由全校學生選舉產生，不屬於全校性學生自治組織。
- 全校性學生自治組織

### 中正大學學生會
依大學法第三十三條設置，為中正大學全校最高學生自治組織，以中正大學全校學生為當然會員。 自2019年4月1日起成為臺灣學生聯合會會員校之一。

### 學生社團
社團分成學術、體育、康樂、聯誼、服務、藝術、音樂等。詳細列表參見課外活動組網站。

### 代表活動
- 校慶：於每年10月舉辦校慶系列活動，包含全校越野賽、園遊會[21]，其中運動會有創意進場、啦啦隊比賽…等各種競賽[22]，且當晚會施放煙火並舉辦「星光之夜」[23]。
- 合唱比賽：由新生參加的系際盃合唱比賽，以校歌及一首自選曲參賽，常有富含創意的合唱表演[24][25]。
- 新傳獎：由傳播系於每年春天針對全國大專院校傳播相關科系舉辦的競賽，已於2006年將資格全面開放給各大專院校學生不限科系，已蔚為相關科系每年一大盛事。
- 紫荊影展：為行銷管理所碩士班舉辦的影展，引進院線片以外各國的好電影[26]。自2005年起每年舉辦，地點在中正大學演藝廳。創辦人為企管系曾光華教授，該影展並結合公益，除邀請弱勢學童免費觀賞，勸募及從盈餘捐贈款項予公益團體。每年皆有上萬人次參與。十年來紫荊影展總共撥映34國114部電影，2015年為第十屆紫荊影展，也是最後一屆[27]。
- 音樂劇：2009年由學生自行發起成立約50人組成的夜貓劇團，並購買版權製作舞台劇，從導演，演員到舞台劇組人員，全由學生掌權任職[28]。

## 爭議

### 更名─「去中正化」的討論
2017年因「促進轉型正義條例」，遭認為可能會被改名，行政院表示若要更名，教育部須與各級學校、地方政府討論。

### 涉嫌違法解雇
2018年7月台灣高等教育產業工會大學快報第156期刊登國立中正大學違法解雇員工遭嘉義地方法院判決違法，但校方卻要求律師利用各種法律手段霸凌林心理師，試圖逼迫員工在低於判決標準條件下和解。

## 外部連結
- 國立中正大學（页面存档备份，存于）（繁體中文）（英文）
- YouTube上的中正大學新聞頻道
- 中正大學-開放式大學FB粉專
- 中正大學-開放式大學（页面存档备份，存于）
- 大專校院校務資訊公開平台（页面存档备份，存于）